# Airyanem Vaejah

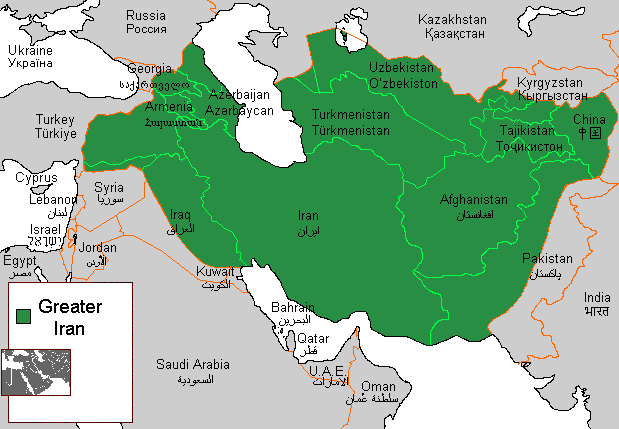
De nordöstra delarna av Stor-Iran motsvarar nuvarande Centralasien vilket sannolikt är platsen för ariernas urhem

Airyanem Vaejah ("ariernas land") kallas det som var de indoiranska folkens urhem. Det omnämns i såväl Avesta som Rigveda. Denna plats ska enligt Avesta ha varit belägen någonstans i nordöstra delarna av Stor-Iran, vilket motsvarar nuvarande Centralasien.
Namnet Iran härstammar från ordet Airyanem Vaejah.
Enligt både Avesta och pahlavilitteraturen är Airyanem Vaejah Zarathustras hemland.